# Joachim Ernst (Anhalt)

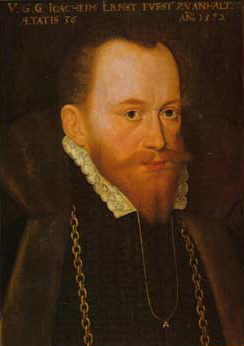
Fürst Joachim Ernst von Anhalt, Porträt von Lucas Cranach dem Jüngeren, um 1572

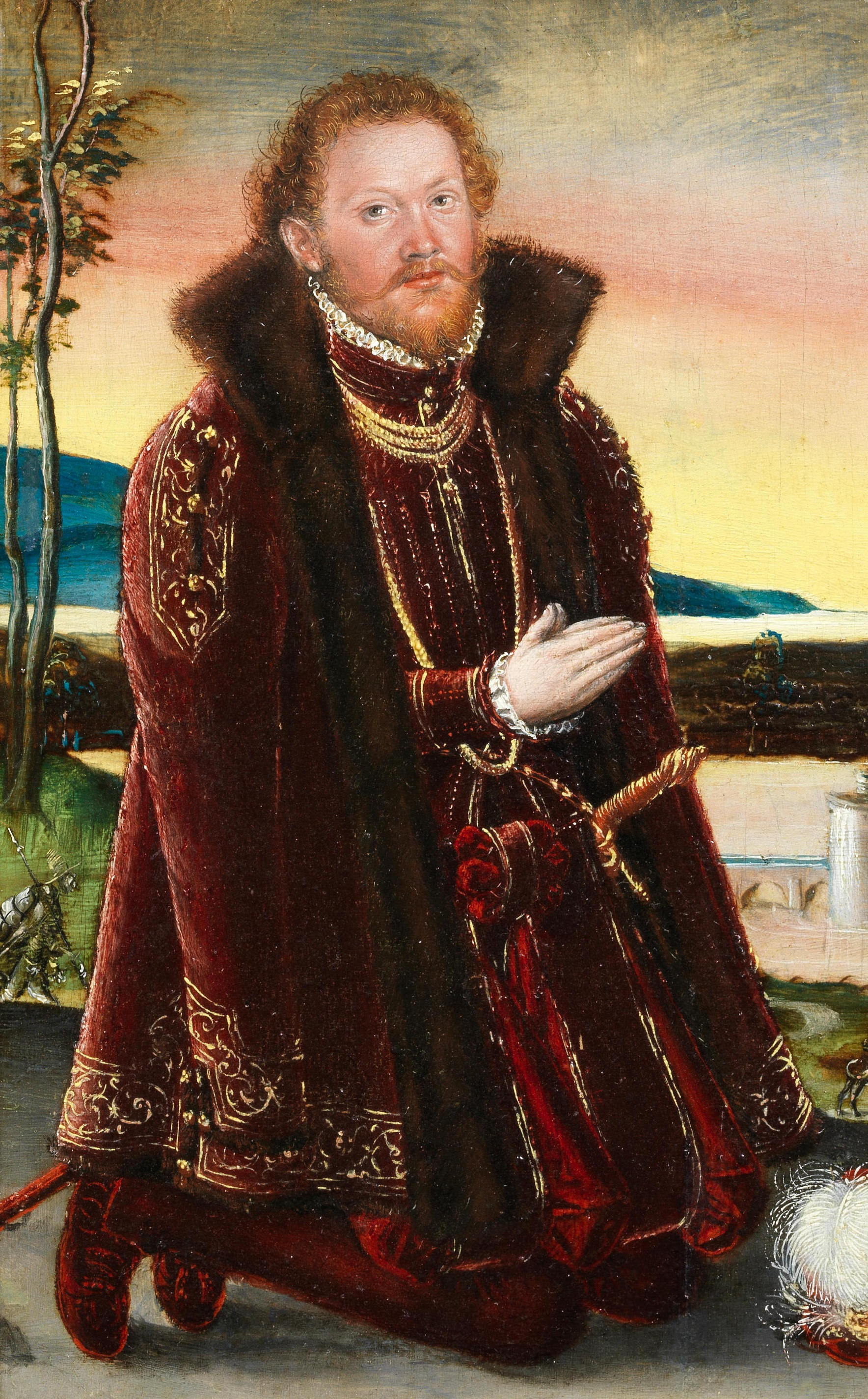
Fürst Joachim Ernst von Anhalt

Joachim Ernst von Anhalt (* 20. Oktober 1536 in Dessau; † 6. Dezember 1586 in Dessau) aus dem Geschlecht der Askanier war Fürst von Anhalt.

## Leben
Joachim Ernst war ein Sohn des Fürsten Johann IV. von Anhalt-Zerbst (1504–1551) aus dessen Ehe mit Margareta (1511–1577), Tochter des Kurfürsten Joachim I. von Brandenburg. Joachim Ernst erhielt unter der Aufsicht seines Vaters zunächst eine umfassende Ausbildung. Am 1. Februar 1549 findet man ihn in die Matrikel der Universität Wittenberg eingetragen. Er studierte unter anderem bei Georg Helt und Andreas Lamprecht und lebte im Anschluss am Hof des Markgrafen Johann von Brandenburg-Küstrin. Joachim Ernst trat in spanische Dienste und nahm am Feldzug Günthers von Schwarzburg in Frankreich und an der Schlacht bei Saint-Quentin teil.
Nach dem Tod seines Vaters übernahm er die Regierung gemeinsam mit seinen Brüdern Karl und Bernhard VII., die jedoch noch minderjährig unter der Vormundschaft ihrer Onkel Georg III. und Joachim I. standen. Joachim Ernst residierte später in Roßlau, Bernhard in Dessau und Karl in Zerbst. Karl starb als erster der Brüder 1561. Nach dem Tod seiner Onkel und dem Verzicht seines Vetters Wolfgang von Anhalt-Köthen fielen Joachim Ernst und seinem Bruder Bernhard 1562 das ganze Land Anhalt zu. Im Jahr 1563 teilte er das Land mit seinem Bruder und erhielt dabei Bernburg, Köthen, Sandersleben, Freckleben, Hoym, Ballenstedt, Harzgerode und Güntersberge. Nach Bernhards Tod 1570 erhielt er auch dessen Territorien und vereinigte so das ganze Anhalt in seiner Hand. Er verlegte ab da seinen Regierungssitz nach Dessau.
Joachim Ernst war ein typischer Renaissancefürst, vielseitig begabt und den Künsten und der Kultur aufgeschlossen. Er schickte seine Söhne mit ihren Erziehern auf jahrelange Bildungsreisen ins Ausland. Zeit seiner Regierung hatte er gegen eine anwachsende Schuldenlast zu kämpfen.
Dem Sohn seines Kanzlers, Tobias Hübner, verdanken wir die Beschreibung der am Dessauer Hof ausgetragenen Ritterspiele. 1572 schuf Joachim Ernst die Landesverordnung Anhalts und gründete 1582 das Gymnasium Illustre in Zerbst. Mangels einer Primogenitur in Anhalt musste das Land nach seinem Tod 1586 unter seine 5 lebenden Söhne aufgeteilt werden. Joachim Ernst wurde in der Marienkirche in Dessau bestattet.

## Ehen und Nachkommen
Joachim Ernst war zweimal verheiratet. Seine erste Ehefrau wurde am 3. März 1560 in Barby Agnes (1540–1569), Tochter des Wolfgang von Barby, mit der er folgende Kinder hatte:
- Anna Maria (1561–1605)

⚭ 1577 Herzog Joachim Friedrich (Brieg) (1550–1602)
- Agnes (1562–1564)
- Elisabeth (1563–1607)

⚭ 1577 Kurfürst Johann Georg von Brandenburg (1525–1598)
- Sibylla (1564–1614)

⚭ 1581 Herzog Friedrich I. von Württemberg (1557–1608)
- Johann Georg I. (1567–1618), Fürst von Anhalt-Dessau

⚭ 1. 1588 Gräfin Dorothea von Mansfeld-Arnstein (1561–1594)
⚭ 2. 1595 Pfalzgräfin Dorothea von Simmern (1581–1631)
- Christian I. (1568–1630), Fürst von Anhalt-Bernburg

⚭ 1595 Gräfin Anna von Bentheim-Tecklenburg (1579–1624)
Seine zweite Ehe schloss Joachim Ernst am 9. Januar 1571 in Stuttgart mit Eleonore (1552–1618), Tochter des Herzogs Christoph von Württemberg, mit der er folgende Kinder hatte:
- Bernhard (1571–1596), Oberst des Obersächsischen Reichskreises, fiel im Türkenkrieg
- Agnes Hedwig (1573–1616)

⚭ 1. 1586 Kurfürst August von Sachsen (1526–1586)
⚭ 2. 1588 Herzog Johann III. von Holstein-Sonderburg (1545–1622)
- Dorothea Maria (1574–1617)

⚭ 1593 Herzog Johann von Sachsen-Weimar (1570–1605)
- August (1575–1653), Fürst von Anhalt-Plötzkau

⚭ 1618 Gräfin Sibylle zu Solms-Laubach (1590–1659)
- Rudolf I. (1576–1621), Fürst von Anhalt-Zerbst

⚭ 1. 1605 Prinzessin Dorothea Hedwig von Braunschweig-Wolfenbüttel (1587–1609)
⚭ 2. 1612 Gräfin Magdalene von Oldenburg (1585–1657)
- Johann Ernst (1578–1601)
- Ludwig I. (1579–1650), Fürst von Anhalt-Köthen

⚭ 1. 1606 Gräfin Amöna Amalie von Bentheim-Tecklenburg-Steinfurt (1586–1625)
⚭ 2. 1626 Gräfin Sophie zur Lippe (1599–1654)
- Sabine (1580–1599)
- Joachim Christoph (1582–1583)
- Anna Sophia (1584–1652)

⚭ 1613 Graf Karl Günther von Schwarzburg-Rudolstadt (1576–1630)